# Aart Jacobi
Aart Jacobi (Arkel, 16 februari 1955) is een Nederlands diplomaat. Hij was ambassadeur van Nederland in Suriname, China en Japan, en is dat sinds 2019 in Maleisië.

## Biografie
Jacobi slaagde in 1972 aan de hbs-b en studeerde daarna japanologie. In 1981 slaagde hij voor een mastergraad in de rechten aan de universiteit van Kioto en in 1982 voor een mastergraad in japanologie aan de universiteit van Leiden. Tussen 2001 en 2005 stond hij aan het hoofd van de economische afdeling van de ambassade in Tokio, Japan. Vervolgens keerde hij terug naar Nederland waar hij op het ministerie directeur werd aangaande Mensenrechten en Humanitaire Hulp.
In 2009 werd hij benoemd tot ambassadeur in Paramaribo, Suriname. Nadat Desi Bouterse tot president van Suriname werd gekozen tijdens de Surinaamse parlementsverkiezingen van 2010 raakten de verhoudingen tussen Nederland en Suriname op een dieptepunt. Jacobi werd niet uitgenodigd voor de beëdiging van Bouterse en enkele maanden later, in november, nodigde Bouterse hem alsnog uit voor een ontmoeting. Nadat De Nationale Assemblée in april 2012 de uitbreiding van de Amnestiewet goedkeurde, met het doel om de daders van de Decembermoorden buiten de gevangenis te houden, werd Jacobi door Nederland teruggeroepen. Hierna duurde het tot november 2013 totdat Nederland met Ernst Noorman weer een ambassadeur in Paramaribo had.
In juni 2012 volgde Jacobi Rudolf Bekink op als ambassadeur voor China in Peking. Vanuit Peking was hij ook verantwoordelijk voor de betrekkingen met Mongolië. In 2015 keerde hij als ambassadeur terug naar de diplomatieke vertegenwoordiging in Japan. Hier bleef hij aan tot 2019. In dat jaar werd hij aangesteld als ambassadeur in Kuala Lumpur, Maleisië.